# KCNファミリーチャンネル
KCNファミリーチャンネルは近鉄ケーブルネットワークが加入者向けに放送しているコミュニティチャンネル。

## 概要
地デジ11chで放送している。
KCNのほか「こまどりケーブル」加入者及び難視聴地域で両社の回線が引き込まれている世帯も視聴できる。

自社制作番組の他KCN京都や関西のケーブルテレビ局が制作したものが流れている。また、サブチャンネルではショップチャンネルが放送されている。

## 番組

### 放送中の番組

#### 自社制作
- KCN情報発信スタジオ「Kスタ!」
- ほんでミーゴ
- KCNエリアワイド[1]
- コロコロチキチキペッパーズのやっべぇぞ!!
- ちぇきなら
- ホトケ女子のぶらりまいり
- オフもいてまえ!花園近鉄ライナーズ
- ファン+（ファンタス）
- 奥大和移住紀行 風のまにまに
- 交通安全教室 ナポナビ
- なら肝体操
- インフォ@kcn
- ならLIVE
- 定点カメラ映像

#### 他社製作
- Myけいはんな
- お見事!やましろ
- ちはやぶるseason2
- KCNグループ情報番組 なんたん・京都[2]
- YOS ケーブルネット 〜吉野・大淀・下市3町CATV〜
- Koma-tv便り
- 歴史街道〜わたしたちのまちの歴史と文化〜
- Day Tripper 〜日帰り関西の歩き方〜
- GO!GO!関ガール2025
- 超イイネ!ユニバーサル・スタジオ・ジャパン
- オリックス・バファローズが好きやねん!
- 阪神電車オススメ 駅前てくてくさんぽ
- 地域発!ど・ろーかるNEWS[3]
- おまつりニッポン
- 鳥羽水族館 もっと!水の惑星紀行
- タイガースV特急
- 番組交流「秋田だより」
- プライベー旅Stories
- シェフが教える家庭料理
- 時をかけるアメマ!寛平さんぽ
- チャンネルおすすめ番組
- インフォメーション
- ショップチャンネル
- NHKワールドJAPAN

### 不定期放送
- どんでんグランプリ
- 高校野球奈良県大会中継
- 奈良マラソン
- 奈良県市町村対抗子ども駅伝

### 放送終了

#### 自社制作
- ホットタイム ナウ
- 週刊!エリアマガジン
- どんでんリーグ
- 20くらぶ
- ブラッチングGO!
- Kパラ
- Kパラnext
- Kパラnext Tuesday
- KCN なライフ
- テレビカタログ「いい旅・大人旅」
- ラブリータウンいこま
- OH YEAH!ぐっjob
- KCNゼミナール[4]
- ないとフィーバーイコマ[4]
- やっべぇぞ!!ハラが減っては戦はできぬ
- 踊る☆ナポくん
- 踊る☆ナポくん2
- ハルカスベストセレクト
- HARUKASベストセレクト おうちdeショッピング
- ラーメン情報バラエティやっぱラーメンにしよ!
- おまかせ!物件リサーチ
- おしえて!奈良医大
- おしえて!奈良医大2
- 大和の車窓[5]
- 列車がまいります
- ハルカス散歩
- こんにちワッケンローShow
- ならカフェめぐり「いとをかし」
- 奈良食巡り「いとをかし」
- 野村情報トレイン
- CATCH UP
- KCNファミリーストア
- かいざが行く!集まれ地域の元気人
- 奈良イチ研究所
- スゴ奈良研究所
- Kモバレッスン123
- 大和のうま酒「酒×肴×金言」
- 素晴らしき人生 〜奈良をデザインする人たち〜
- いてまえ!花園近鉄ライナーズ

#### 他社製作
- スイートなお散歩
- ちはやぶる
- KCNグループ情報番組 岸和田[6]
- 三関王
- UP!アップ!関ガール
- UP!アップ!関ガール!シーズン2
- キッズダンスTV フロントライン
- AHNdante
- ユニバーサル・スタジオ・ジャパンでTKO
- 恋舞妓の京都慕情
- “たいせつ”がギュッと。阪神沿線
- けーぶるにっぽん
- 読売文字ニュース
- はじめましてツキムラです。
- あきた美どころ
- 駅弁女子ひとり旅
- ナイツの丼なもんでしょう!
- 島 RUN
- 岡安章介の撮り鉄道
- 渡辺裕之の産地直送!グルメ旅
- じゅんいちダビッドソンの下手なキャンプでごめんなさい
- 食の宝庫!レッド吉田のこれがジャパン!
- 的場浩司のスイーツ男子塾!
- 日本で味わう世界食堂
- シャイニング ジャパン
- 旅番組まかせちゃいます!
- シモ'Sキッチン!
- 旅する観光列車 〜あの絶景と絶品グルメを求めて〜
- 番組交流「北海道空中散歩」
- ジーンシアター